# Distrikt Yauli (Huancavelica)

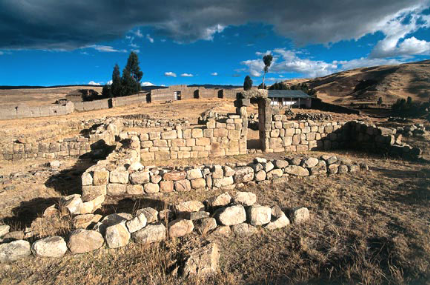
Uchkus Inkañan, archäologischer Fundplatz

Der Distrikt Yauli liegt in der Provinz Huancavelica der Region Huancavelica in Zentral-Peru. Der am 23. Juni 1962 gegründete Distrikt hat eine Fläche von 319,92 km². Beim Zensus 2017 lebten 19.237 Einwohner im Distrikt. Im Jahr 1993 lag die Einwohnerzahl bei 19.409, im Jahr 2007 bei 28.127. Die Bevölkerung besteht überwiegend aus indigenen Völkern, deren Muttersprache Quechua ist. Die Distriktverwaltung befindet sich in der 3391 m hoch gelegenen Stadt Yauli. Der archäologische Fundplatz Uchkus Inkañan befindet sich knapp 4 km nördlich der Stadt Yauli.

## Geographische Lage
Der Distrikt Yauli liegt im zentralen Osten der Provinz Huancavelica, etwa 14 km östlich der Regionshauptstadt Huancavelica. Der Distrikt liegt im ariden Andenhochland. Der Fluss Río Ichu durchfließt den Distrikt, von Westen kommend wendet er sich bei der Stadt Yauli nach Norden.
Der Distrikt Yauli grenzt im Westen an den Distrikt Huancavelica, im Norden an den Distrikt Acoria, im Osten an den Distrikt Paucará (Provinz Acobamba), im Südosten an die Distrikte Anta (ebenfalls Provinz Acobamba) und Anchonga sowie im Süden an den Distrikt Ccochaccasa (die letzten beiden in der Provinz Angaraes).